# Championnat de Nouvelle-Zélande de football 2012-2013
Navigation
Saison précédente Saison suivante
La saison 2012-2013 du Championnat de Nouvelle-Zélande de football est la quarante-quatrième édition du championnat de première division en Nouvelle-Zélande et la 9e édition du New Zealand Football Championship. Le NZFC regroupe huit clubs du pays au sein d'une poule unique, où ils s'affrontent deux fois au cours de la saison, à domicile et à l'extérieur. À la fin de la compétition, les quatre premiers du classement disputent la phase finale pour le titre. Le championnat fonctionne avec un système de franchises, comme en Australie ou en Major League Soccer; il n'y a donc ni promotion, ni relégation en fin de saison.
Deux places qualificatives pour la Ligue des champions sont attribuées : une pour le premier du classement à l'issue de la saison régulière et une pour le vainqueur de la finale nationale. Si un club termine en tête du classement puis remporte la finale, c'est le deuxième du classement qui reçoit son billet pour la Ligue des champions.
C'est le club de Waitakere United, triple tenant du titre, qui remporte à nouveau la compétition après avoir battu Auckland City FC lors du Grand Final. C'est le neuvième titre de champion de Nouvelle-Zélande de l'histoire du club.

## Les clubs participants
| - Auckland City FC - Waitakere United - Team Wellington - Canterbury United | - Hawke's Bay United - Otago United - YoungHeart Manawatu - Waikato FC |

## Compétition

### Première phase

#### Classement
Le barème utilisé pour établir le classement est le suivant :
- Victoire : 3 points
- Match nul : 1 point
- Défaite : 0 point

| Rang | Équipe              | Pts | J  | G  | N | P  | Bp | Bc | Diff |
| ---- | ------------------- | --- | -- | -- | - | -- | -- | -- | ---- |
| 1    | Waitakere United T  | 37  | 14 | 12 | 1 | 1  | 48 | 12 | +36  |
| 2    | Auckland City FC    | 33  | 14 | 10 | 3 | 1  | 44 | 18 | +26  |
| 3    | Canterbury United   | 28  | 14 | 9  | 1 | 4  | 34 | 19 | +15  |
| 4    | Hawke's Bay United  | 24  | 14 | 7  | 3 | 4  | 29 | 21 | +8   |
| 5    | Team Wellington     | 21  | 14 | 7  | 0 | 7  | 27 | 21 | +6   |
| 6    | Waikato FC          | 9   | 14 | 3  | 0 | 11 | 18 | 48 | -30  |
| 7    | Otago United        | 6   | 14 | 2  | 0 | 12 | 14 | 40 | -26  |
| 8    | YoungHeart Manawatu | 6   | 14 | 2  | 0 | 12 | 15 | 50 | -35  |

|  | Qualification pour la phase finale et la Ligue des champions 2013-2014 |
|  | Qualification pour la phase finale                                     |
|  | T : Tenant du titre                                                    |

#### Résultats
| Résultats (▼dom., ►ext.)                                   | ACFC | CU  | HBU | OU  | TW  | WFC | WU  | YM  |
| Auckland City FC                                           |      | 5-2 | 1-1 | 3-1 | 3-2 | 7-1 | 2-3 | 4-0 |
| Canterbury United                                          | 1-3  |     | 4-0 | 2-1 | 0-2 | 4-0 | 1-3 | 4-1 |
| Hawke's Bay United                                         | 1-1  | 1-1 |     | 2-0 | 3-0 | 4-0 | 0-3 | 4-2 |
| Otago United                                               | 1-3  | 1-4 | 1-3 |     | 0-2 | 1-6 | 1-4 | 0-3 |
| Team Wellington                                            | 2-3  | 0-1 | 4-2 | 0-1 |     | 1-0 | 1-3 | 3-1 |
| Waikato FC                                                 | 1-4  | 0-5 | 0-2 | 3-1 | 1-4 |     | 1-9 | 2-3 |
| Waitakere United                                           | 1-1  | 2-3 | 3-1 | 4-1 | 3-0 | 1-0 |     | 4-0 |
| YoungHeart Manawatu                                        | 1-4  | 0-2 | 1-5 | 1-4 | 0-6 | 2-3 | 0-5 |     |
| - Victoire à domicile - Match nul - Victoire à l'extérieur |      |     |     |     |     |     |     |     |

### Phase finale

#### Tableau
|  | Demi-finales           | Demi-finales         |                      |       | Finale       | Finale       |
|  | Demi-finales           | Demi-finales         |                      |       | Finale       | Finale       |
|  |                        |                      |                      |       |              |              |
|  | 3 et 9 mars 2013       | 3 et 9 mars 2013     |                      |       | 17 mars 2013 | 17 mars 2013 |
|  | 3 et 9 mars 2013       | 3 et 9 mars 2013     |                      |       | 17 mars 2013 | 17 mars 2013 |
|  | [1] Waitakere United   | 4 - 6                |                      |       | 17 mars 2013 | 17 mars 2013 |
|  | [1] Waitakere United   | 4 - 6                |                      |       | 17 mars 2013 | 17 mars 2013 |
|  | [4] Hawke's Bay United | 1 - 4                |                      |       | 17 mars 2013 | 17 mars 2013 |
|  | [4] Hawke's Bay United | 1 - 4                | [1] Waitakere United | 4 ap  |              |              |
|  | 3 et 10 mars 2013      |                      | [1] Waitakere United | 4 ap  |              |              |
|  |                        | [2] Auckland City FC | 3                    |       |              |              |
|  | [2] Auckland City FC   | [2] Auckland City FC | 3                    | 2 - 3 |              |              |
|  | [2] Auckland City FC   |                      |                      | 2 - 3 |              |              |
|  | [3] Canterbury United  | 1 - 1                |                      |       |              |              |
|  | [3] Canterbury United  | 1 - 1                |                      |       |              |              |

#### Demi-finales aller
| dimanche 3 mars 2013 | Hawke's Bay United | 1 - 4 | Waitakere United                                  | Bluewater Stadium, Napier                      |                                                |
| 14:00 heure locale   | Peverley 78e       | (0-2) | Krishna 22e (pen.) 43e · Butler 63e · Coombes 74e | Spectateurs : 478 Arbitrage : Nicholas Waldron | Spectateurs : 478 Arbitrage : Nicholas Waldron |

| dimanche 3 mars 2013 | Canterbury United | 1 - 2 | Auckland City FC        | ASB Football Park, Christchurch              |                                              |
| 14:00 heure locale   | Welbourne 64e     | (0-1) | Bale 16e · Exposito 70e | Spectateurs : 650 Arbitrage : Matthew Conger | Spectateurs : 650 Arbitrage : Matthew Conger |

#### Demi-finales retour
| samedi 9 mars 2013 | Waitakere United                                             | 6 - 4 | Hawke's Bay United                         | Fred Taylor Park, Waitakere                  |                                              |
| 13:00 heure locale | Krishna 2e 42e 68e · Cunneen 59e · De Vries 64e · Butler 77e | (2-2) | Peverley 21e 48e · Tinnion 27e · Hoyle 61e | Spectateurs : 438 Arbitrage : Matthew Conger | Spectateurs : 438 Arbitrage : Matthew Conger |

| dimanche 10 mars 2013 | Auckland City FC                       | 3 - 1 | Canterbury United | Kiwitea Street, Auckland                      |                                               |
| 14:00 heure locale    | Souto 13e 90+4e · Dickinson 28e (pen.) | (2-0) | Welbourne 80e     | Spectateurs : 987 Arbitrage : Mirko Benischke | Spectateurs : 987 Arbitrage : Mirko Benischke |

#### Finale
| dimanche 17 mars 2013 | Waitakere United                  | 4 - 3 a. p. | Auckland City FC            | Fred Taylor Park, Waitakere                   |                                               |
| 14:00 heure locale    | Krishna 30e 90e · Pearce 32e 100e | (2-1, 3-3)  | Exposito 15e 74e · Bale 89e | Spectateurs : 1 600 Arbitrage : Peter O'Leary | Spectateurs : 1 600 Arbitrage : Peter O'Leary |

## Bilan de la saison
| Championnat de Nouvelle-Zélande de football 2012-2013 |                             |
| Champion                                              | Waitakere United (9e titre) |
| Qualifications continentales                          |                             |
| Ligue des champions de l'OFC 2013-2014                | Auckland City FC            |
| Ligue des champions de l'OFC 2013-2014                | Waitakere United            |